# Club (revista)
Club es una revista para adultos estadounidense de tirada mensual publicada por Magna Publishing Group y derivada, a su vez, de la revista británica Club International. En sus artículos, presentan textos y columnas sobre orientación sexual, reseñas de vídeos e imágenes o reportajes que incluyen fotografías explícitas de hardcore, masturbación, uso de consoladores y sexo lésbico.

## Historia
A principios y mediados de la década de 1990, la revista ofrecía fotografías de sexo suave (softcore) y simulado y tenía al menos dos modelos contratadas que aparecían mensualmente (las británicas Charmaine Sinclair y Jo Guest). Club y su publicación hermana en el Reino Unido, Club International, eran las publicaciones insignia de Paul Raymond Publications, que distribuía ocho de las diez revistas para adultos más vendidas en el Reino Unido.
Cuando Paragon Publishing, la franquicia estadounidense de Club, se declaró en quiebra, la publicación pasó a manos de Paul Raymond Publications. En agosto de 2009, Magna Publishing Group compró la revista y sus publicaciones hermanas a Club Media Inc. aumentando el número total de títulos que publica a más de sesenta. El acuerdo también incluía las publicaciones hermanas Club International, Club Confidential y Best of Club. Magna Publishing Group también produce títulos de revistas masculinas consolidadas como Swank, Genesis, Fox, Gallery, Velvet y Gent. En diciembre de 2015, Magna Publishing Group fue adquirida por 1-800-PHONESEX.